# آبایتیکاو
آبایتیکاو (به لاتین: Abaytikau) یک منطقهٔ مسکونی در روسیه است که در اوستیای شمالی-آلانیا واقع شده‌است.